# تپه شاملو
تپه شاملو مربوط به مس و سنگ است و در شهرستان کلیبر، بخش آبش احمد، دهستان آبش احمد، روستای شاملو واقع شده و این اثر در تاریخ ۲۵ آبان ۱۳۸۷ با شمارهٔ ثبت ۲۳۶۱۴ به‌عنوان یکی از آثار ملی ایران به ثبت رسیده است.